# Diana mit springender Antilope

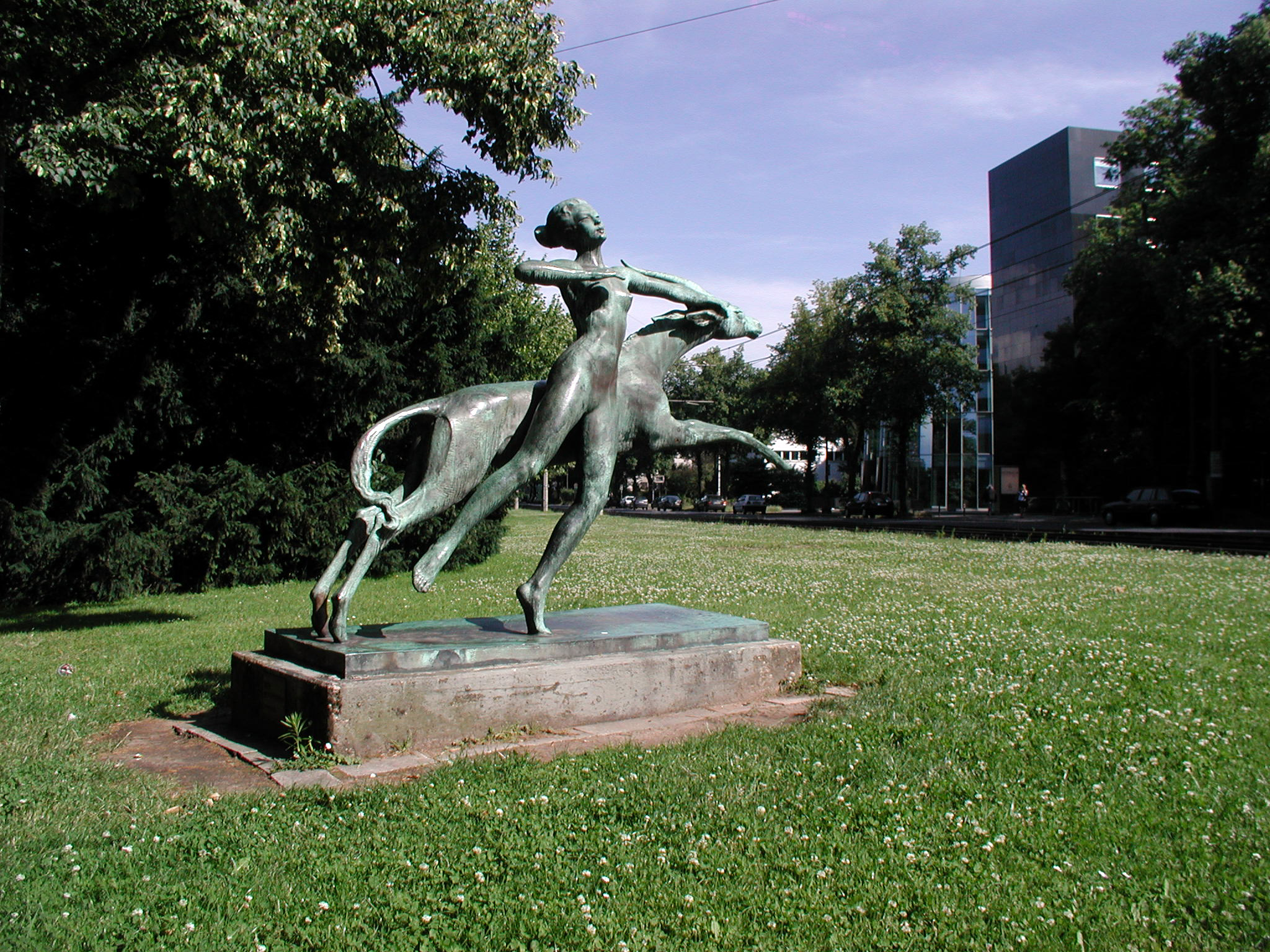
Diana mit springender Antilope (1916)

Diana mit springender Antilope ist eine Plastik des Bildhauers Fritz Behn, die am Sachsenring im Kölner Stadtteil Neustadt-Süd aufgestellt ist.

## Beschreibung
Die auf dem Mittelstreifen des Sachsenrings nahe der Einmündung der Eifelstraße aufgestellte Figur- und Tierplastik wurde 1916 vom Bildhauer Fritz Behn als Bewegungsstudie aus Bronze angelegt. Die Jagdgöttin Diana ist mit nur einer Fußspitze auf dem Boden im Gleichklang mit der springenden Antilope dargestellt.
Die Plastik war zuvor im Rheinpark und am Deutschen Ring (heute: Theodor-Heuss-Ring) aufgestellt.
Mitte Februar 2015 wurde die Plastik durch Vandalismus beschädigt, wobei das rechte Vorderbein abgebrochen wurde.